# Autoantonym
En autoantonym eller kontronym är ett ord med två motsatta betydelser. I lingvistiska termer är en autoantonym ett ord vars homonym också är dess antonym. Till exempel kan svenska överse, norska overse och engelska overlook betyda antingen "se över" eller "förbise".

## Exempel på autoantonymer

### Svenska
- damma, som kan betyda "torka bort damm" eller "avge damm"
  - att damma och dammsuga
  - att ha en matta som dammar
- delad, som även kan betyda "gemensam"
  - att ha delad ekonomi
  - att ha delade meningar om hur ekonomin ska skötas
- grina, som kan betyda "gråta" eller "skratta"
  - att grina till en film
  - att grina åt en film
- kämpa mot, som kan betyda "bekämpa" eller "eftersträva"
  - att kämpa mot sjukdomar
  - att kämpa mot en bättre framtid
- sedan (eller sen), som kan syfta på både dåtid och framtid
  - att ha setts för en tid sedan
  - att göra något nu och sedan göra något annat

- sanktion, som kan betyda "bestraffning" eller "godkännande"
  - överträdelse av bestämmelsen är förenat med en sanktionsavgift
  - beslutet om att utse myndighetschefen var sanktionerat av respektive regeringspartis ledning

- utgå, som kan betyda ”betalas ut” eller ”strykas”
  - ersättning för resekostnader utgår
  - kvällens repris av morgonnyheterna utgår

- utgång, som kan syfta på någots början eller slut[1]
  - utgångspunkt
  - ansökningstidens utgång

### Norska
- ganske, som kan betyda "ganska" eller "helt (och hållet)"

### Engelska
- clip, som kan betyda "fästa" eller "klippa bort"
- let, som kan betyda "tillåta" eller "förhindra"
- left, som kan betyda "kvar" eller "gett sig av"
  - he left the room
  - he was the last one left in the room
- off, som kan betyda "aktiverad" eller "deaktiverad"
  - the alarm went off
  - the alarm turned off
- overlook, som kan betyda att "se över" eller "förbise"
- oversight, som kan betyda "olycklig miss" eller "noggrann granskning"
- sanction, som kan betyda "godkänna" eller "bestraffa"
- screen, som kan betyda "att visa" eller "att dölja"
- strike, som kan betyda "att agera beslutsamt" eller att "vägra agera"